# Барабанов Олександр Кузьмич

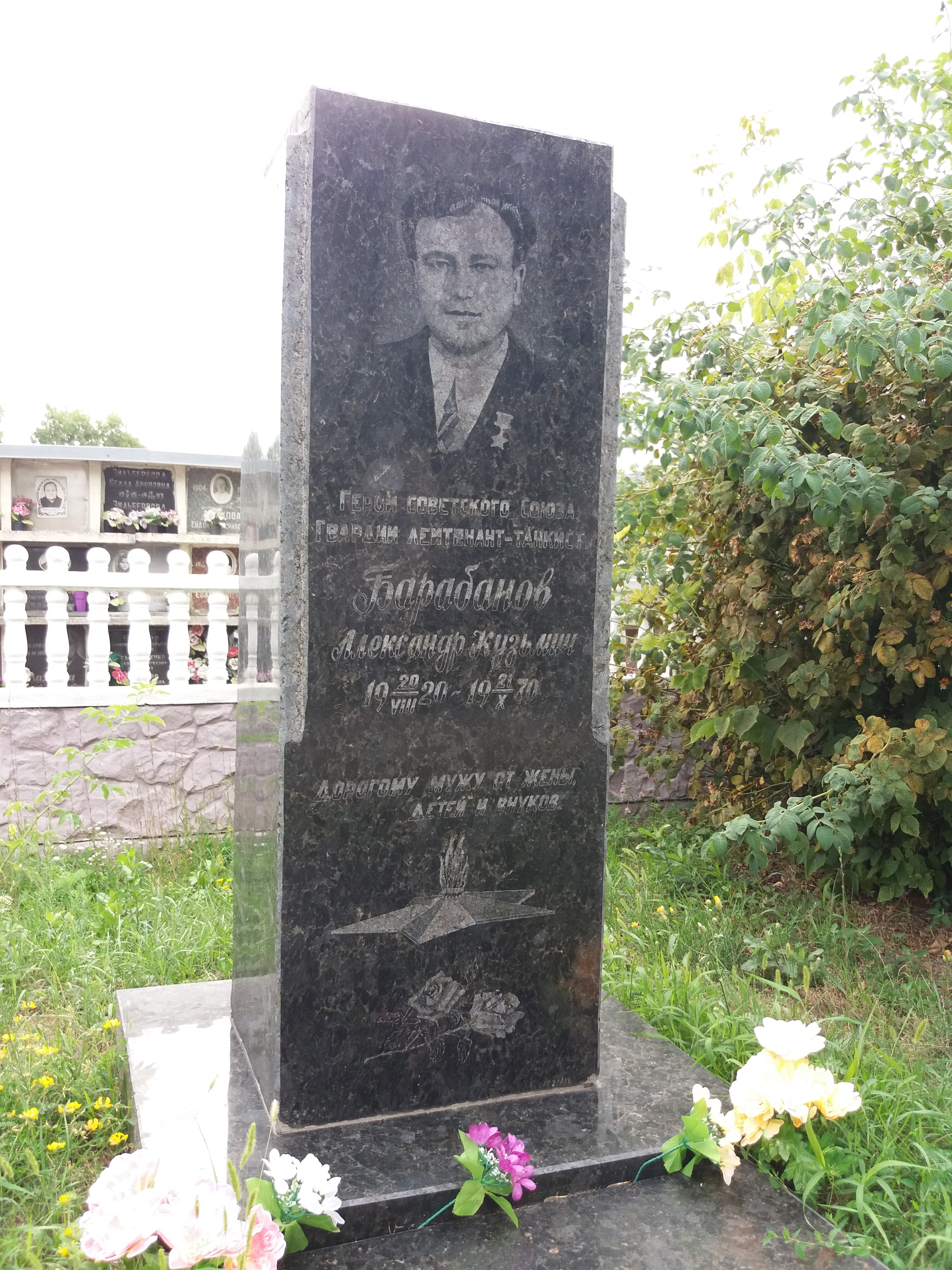
Надгробок на 2-му міському кладовищі Харкова

Олександр Кузьмич Барабанов (20 серпня 1920 , Шишино, Томська губернія  — 21 жовтня 1970 , Харків ) — гвардії старший лейтенант Радянської Армії, учасник Німецько-радянської війни, Герой Радянського Союзу (1943).

## Життєпис
Олександр Кузьмич Барабанов народився 20 серпня 1920 року в робітничій родині в селищі Станційне Тарсминської волості Щегловського повіту Томської губернії, зараз селище Шишино Топкинського району Кемеровської області.
Після закінчення початкової школи працював піонервожатим.
У 1940 році був призваний Топкинським РВК Новосибірської області до лав Робітничо-селянської Червоної Армії. З 6 березня 1943 року — на фронтах Німецько-радянської війни. До серпня 1943 року гвардії єфрейтор Олександр Барабанів був навідником гармати 1-ї батареї 5-го повітряно-десантного гвардійського артилерійського полку 10-ї гвардійської повітряно-десантної дивізії 37-ї армії Степового фронту. Відзначився під час битви за Дніпро.
18 серпня 1943 року Барабанів, попри обстріл своєї позиції артилерією противника, продовжив ведення вогню, виконавши поставлене бойове завдання. За цей бій 24 серпня він був нагороджений медаллю «За бойові заслуги».
На початку жовтня 1943 року підрозділ Барабанова форсував Дніпро в районі села Переволочна (зараз — Світлогірське) Кобеляцького району Полтавської області. Разом зі своєю обслугою, Барабанів підтримував стрілецькі підрозділи. В боях за захоплення, утримання і розширення плацдарму обслуга Барабанова відбила шість контратак супротивника, підбивши шість танків з гармати та один — гранатою. Під час бою Барабанів був важко поранений.
Указом Президії Верховної Ради СРСР від 20 грудня 1943 року за «успішне форсування річки Дніпро, міцне закріплення плацдарму на західному березі річки Дніпро і проявлені при цьому відвагу і геройство» гвардії єфрейтор Олександр Барабанів був удостоєний високого звання Героя Радянського Союзу з врученням ордена Леніна і медалі «Золота Зірка» за номером 3475.
У 1946 році закінчив Сталінградський військове танкове училище, яке перебувало на той час у Харкові, після чого продовжив службу. Того ж року став членом ВКП(б).
У 1947 році у званні старшого лейтенанта був звільнений у запас. У 1948—1958 роках Барабанів працював на Вільшанській меблевій фабриці Харківської області, згодом — в облспоживспілці.
Олександр Кузьмич Барабанів помер у Харкові 21 жовтня 1970 року. Похований на 2-му міському цвинтарі Харкова.

## Нагороди
- Герой Радянського Союзу, 20 грудня 1943 року[2]
  - Орден Леніна
  - Медаль «Золота Зірка» № 3475
- Орден Червоної Зірки[1]
- медалі, в тому числі
  - Медаль «За бойові заслуги», 27 серпня 1943 року[3]
  - Медаль «За перемогу над Німеччиною у Великій Вітчизняній війні 1941—1945 рр.», 23 лютого 1946 року[4]